# قلعة أكبربك
قلعة أكبربك (بالفارسية: قلعه اکبربک) هي قرية تقع في قسم احمدآباد مستوفي الريفي (مقاطعة اسلام شهر) في إيران.